# Elatostema calcareum
Elatostema calcareum är en nässelväxtart som beskrevs av Elmer Drew Merrill. Elatostema calcareum ingår i släktet Elatostema och familjen nässelväxter. Inga underarter finns listade i Catalogue of Life.